# Rue des Halles (Nantes)
Pour les articles homonymes, voir Rue des Halles.
La rue des Halles est une voie de Nantes.

## Situation et accès
Cette rue piétonne du centre-ville, située dans le quartier historique du Bouffay, relie l'allée Penthièvre bordant le Cours des 50-Otages, à la place du Change.

## Historique
Le quartier environnant la rue se développa en dehors de l'enceinte gallo-romaine de la ville, qui se trouvait alors au niveau de la place du Change. Les nouveaux remparts construits au XIIIe siècle par Pierre Mauclerc placent la rue des Halles dans l'espace intra-muros de la ville.
En 1556, son nom était « rue Mercerie ».
L'extrémité ouest de la rue se prolongeait sur la rive droite de l'Erdre, rejoignant les actuelles rues de la Clavurerie et de la Boucherie, dans le quartier l'Erail, situé entre l'église Saint-Nicolas, la rue Contrescarpe (le long des remparts) et le cours de la rivière. Une partie de la rue des Halles était constituée d'un pont, sur lequel étaient bâtis des moulins et des boucheries, qui franchissait l'Erdre. Cette voie était très fréquentée à cause notamment à cause des moulins qui y entretenaient un passage continuel. Incendiées en 1557 et 1736, les maisons, condamnées dès 1813, ne furent finalement démolies qu'en 1823. La suppression du pont faisait partie des travaux d'exécution du canal de Nantes à Brest.
Pendant la Seconde Guerre mondiale, le quartier fut sévèrement touché lors des bombardements des 16 et 23 septembre 1943. Les immeubles bordant la rue furent donc reconstruits après le conflit.